# Pozos de Noja
Los pozos de Noja son dos pequeños embalses construidos a principios del siglo XX para la producción de electricidad entre los municipios cántabros de Miera y Liérganes (España).

## Descripción
Estas lagunas artificiales, situadas al pie de Las Eguinzas y cerca de Peña Pelada, son accesibles a través de varias rutas.
En la actualidad, el volumen de agua de los antiguos embalses es notablemente reducido en comparación con el período de funcionamiento, debido a la destrucción parcial de las presas y a la acumulación de sedimentación a lo largo de los años.
El embalse superior, más grande, se encuentra en el municipio de Miera, mientras que el inferior está dentro del término municipal de Liérganes. En esta zona, rodeada por cabañas pasiegas, hay un mirador. Ambas lagunas se encuentran a más de 700 metros sobre el nivel del mar.

## Historia
Su función era la de la aportación de agua para la producción de energía hidráulica para Liérganes y alrededores. Se aprovecharon hondonadas para construir las presas a principios del siglo XX. La del pozo inferior aun es visible desde la parte norte. El agua bajaba por canales situados en las laderas del picón del Marmojo (otra montaña próxima) y de Peña Pelada. Estos canales aun existen. Los pozos se llenaban con el agua del deshielo o de la lluvia.
La empresa que los construyó fue la Electra Pasiega, que fue absorbida en 1945 por la de Viesgo. Las turbinas para la producción de electricidad estaban situadas, la primera, al pie del monte en el que se ubican los embalses, y la segunda, que recibía agua de la primera, junto a la carretera que une Liérganes y San Roque, en un lugar llamado «la fábrica de la luz». Las instalaciones están abandonadas pero bien visibles.
Los pozos y las turbinas, el primer gran proyecto de Electra Pasiega, se pusieron en funcionamiento sobre 1905 y estuvieron produciendo electricidad hasta mediados de, siglo, cuando Electra de Viesgo adquirió la pequeña empresa pasiega. En ese momento, se introdujo en la zona de Liérganes el alumbrado moderno.